# Baloghoppia inornata
Baloghoppia inornata är en kvalsterart som beskrevs av Franklin och Woas 1992. Baloghoppia inornata ingår i släktet Baloghoppia och familjen Oppiidae. Inga underarter finns listade.